# 20 Fenchurch Street
Le 20 Fenchurch Street, surnommé The Walkie-Talkie en raison de sa forme particulière, est un gratte-ciel de Londres. Il s'est fait connaître du grand public à cause des dégâts qu'il a causés, en raison du réfléchissement des rayons solaires par ses vitres concaves.

## Construction

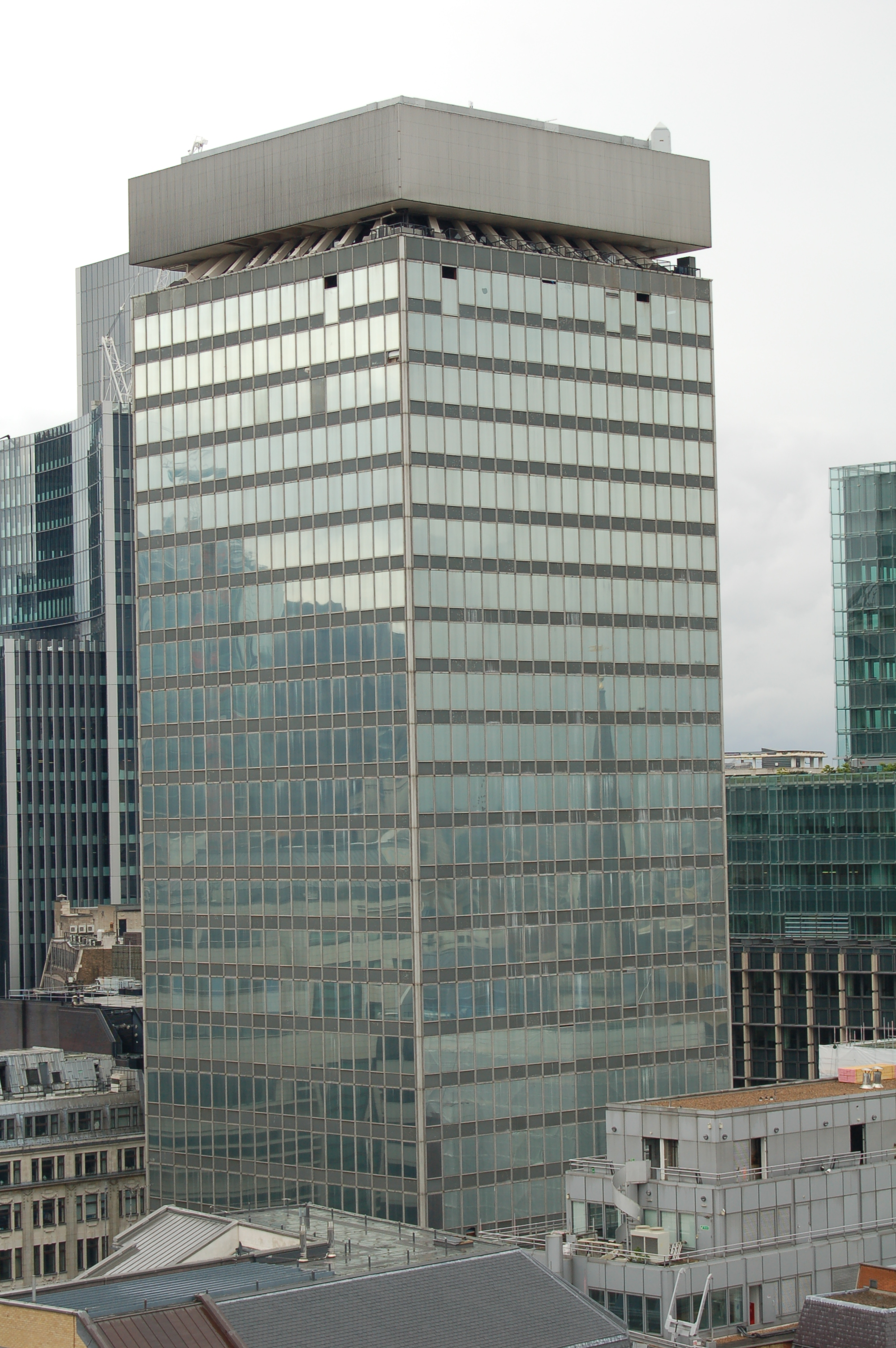
L'ancien immeuble.

L'ancien immeuble se tenant sur le terrain de construction du nouvel immeuble avait été construit en 1968 par la compagnie Land Securities, et sa démolition fut effectuée en 2008. La construction de ce nouvel immeuble à destination commerciale a débuté en 2009 et s'est achevée fin 2014, pour un coût de plus de 200 millions de livres sterling, sous la direction de l'architecte Rafael Viñoly. Faisant partie du projet de construction de grands gratte-ciels dans le centre de la capitale britannique (comme The Shard), il s'élève à la hauteur de 160 mètres, contre les 200 originellement prévus. Les matériaux utilisés pour réaliser ce gratte-ciel sont l'acier et le verre avec une charpente métallique.

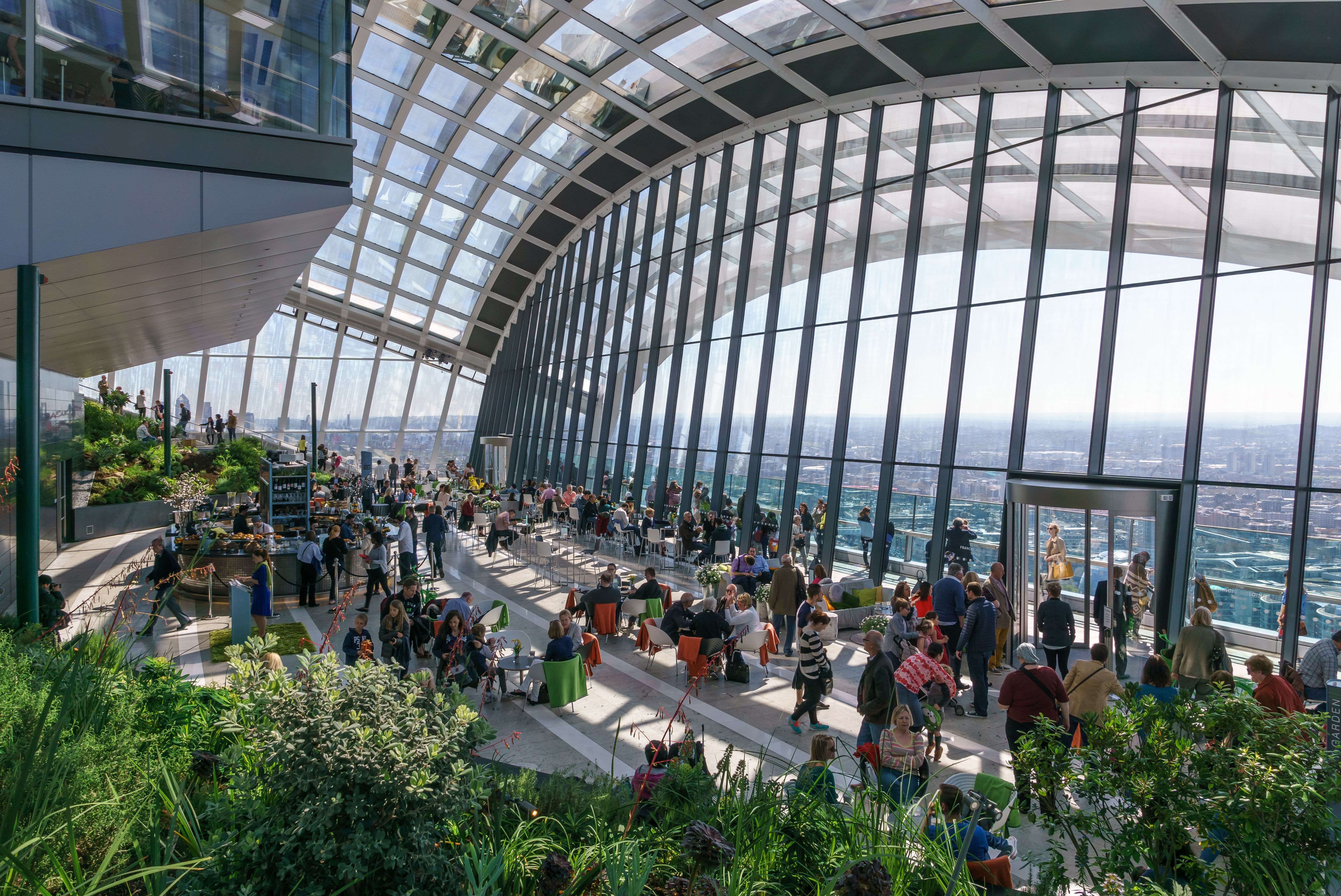
Vue du jardin au sommet de l'immeuble.

## Utilisation
Plusieurs compagnies d'assurances occupent l'immeuble, comme Tokio Marine Holdings ou Royal & SunAlliance depuis 2013.

## Impact
La construction de l'immeuble a été critiquée en raison de l'effet qui était donné aux monuments historiques environnants (comme la Tour de Londres). De plus, les autorités se sont rendues compte que la forme concave des vitres concentrait les rayons du Soleil sur les rues environnantes, où la température peut ainsi atteindre 90 °C, causant des dommages aux véhicules et commerces. Un journaliste s'amusait même à faire cuire un œuf grâce à ce phénomène, avec succès. L'architecte a reconnu le problème, déclarant qu'un autre de ses immeubles, le Vdara à Las Vegas, connaissait le même problème : en conséquence, la Corporation de la Cité de Londres a installé des écrans de protection pour éviter que le phénomène ne se reproduise.